# Мензура Зоїлі
«Мензура Зоїлі» (Mensura Zoili) — фантастичний твір Акутаґави Рюноске, написаний ним у 1916 році, а також описаний в ньому прилад — «мензура Зоїлі» (дослівно «міра Зоїла») для вимірювання художньої цінності творів.

## Сюжет
Розповідь являє собою діалог автора з випадковим попутником на кораблі. Той розповідає автору, що вони пливуть в Зоїлію, і, здивований відсутністю у співрозмовника знань про цю країну, розповідає її історію. Зокрема, він згадує, що Зоїлія — дуже давня країна, один з її жителів свого часу вилаяв Гомера .
Але більш за все країна відома приладом, що вимірює цінність всіх творів мистецтва, Mensura Zoili. Такі прилади встановили на всіх митницях і заборонили до ввезення неякісні твори. На вигляд він нагадує прості медичні ваги, а книги або картини кладуться туди, де зазвичай стоїть людина.
В газетах Зоїлії друкуються результати зважування всіх творів, що недавно вийшли, і, коли автор цікавиться деякими своїми творіннями, він виявляє, що їм дали низьку оцінку.
Тоді автор цікавиться результатами художньої творчості самих жителів Зоїлії, але дізнається, що законом заборонено вимірювати цінність творів зоїлянців. З чуток, це як раз через низьку оцінку, яку Мензура дає їм. В кінці з'ясовується, що все це було лише сном.

## Згадки
У романі братів Стругацьких «Кульгава доля» описується прилад «Ізпітал», подібний за дією, і він порівнюється з «Мензурою Зоїлі».